# Haloveloides
Haloveloides is een geslacht van wantsen uit de familie beeklopers (Veliidae). Het geslacht werd voor het eerst wetenschappelijk beschreven door Andersen in 1992.

## Soorten
Het genus bevat de volgende soorten:

Subgenus: Anderseniveloides Zettel, 2006
- Haloveloides anderseni Zettel, 2003
- Haloveloides cornutus Andersen, 1992
- Haloveloides danpolhemi Andersen, 1992
- Haloveloides fluvialis Zettel, 2003
- Haloveloides gapudi Zettel, 2003
- Haloveloides pangantihoni Zettel, 2006
- Haloveloides tuberculatus Zettel, 2006

Subgenus: Haloveloides Andersen, 1992
Subgenus: Heissius Zettel, 2006
- Haloveloides aradophili Zettel, 2006
- Haloveloides crassifemur Zettel, 2006
- Haloveloides femoralis Andersen, 1992
- Haloveloides hirsutus Zettel, 2003
- Haloveloides lansburyi Zettel, 1998